# 本木荘二郎
本木 荘二郎（もとき そうじろう、1914年6月19日 - 1977年5月21日）は、日本の映画プロデューサー、映画監督、脚本家である。独立し、映画監督を兼ねるようになってからの筆名に岸本 恵一（きしもと けいいち）、高木 丈夫（たかぎ たけお）、藤本 潤三（ふじもと じゅんぞう）、藤本 潤二 （ふじもと じゅんじ）品川照二、渋谷民三（しぶや たみぞう）等がある。

## 来歴

### 生い立ち
1914年（大正3年）6月19日、東京府東京市芝区新橋（現在の東京都港区新橋）の洋装品関係の商家に生まれる。芝区立桜川小学校（旧制、のちの港区立桜川小学校、現在は合併して港区立御成門小学校）、東京府立第一中学校（旧制、現在の東京都立日比谷高等学校）、浦和高等学校 (旧制)の入試に失敗して早稲田第二高等学院（旧制、2年制・文科、現在の早稲田大学高等学院・中学部）、早稲田大学文学部仏文科（現在の同大学文学部文学科フランス語フランス文学コース）に学ぶ。学生時代には学生運動をした。
大学卒業後の1938年、日本放送協会にアナウンサーとして入局したが、学生運動仲間で大学の先輩だった山本薩夫から東宝映画（現在の東宝）が助監督を募集をしていることを教えられ、受験を勧められる。

### 黒澤明のプロデューサー

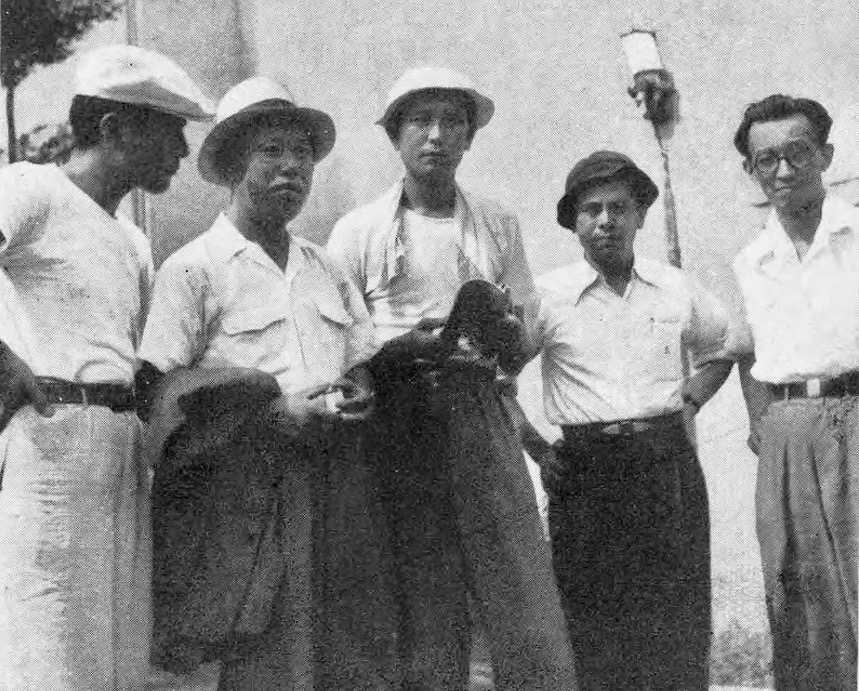
『野良犬』（1949年）の制作を記念して撮影された写真。左から三船敏郎、志村喬、黒澤明、菊島隆三、本木荘二郎。

1938年（昭和13年）4月、東宝映画に入社、製作課に配属される。入社後は撮影所近くの下宿で生活したが、自分の部屋から3歳年上の黒澤明の部屋で暮らすようになり、兄弟のような親しい関係になる。
1940年（昭和15年）6月5日に公開された伏水修監督の『支那の夜 前篇』で「製作主任」としてクレジットされた記録がある。1941年（昭和16年）、劇映画部演出助手の辞令を受ける。戦時体制を迎えた1942年（昭和17年）には、マキノ正博（のちのマキノ雅弘）監督の『婦系図』『続婦系図』、翌1943年（昭和18年）には同監督の大作『阿片戦争』や『ハナ子さん』の演出助手を務めている。
東宝にプロデューサーシステムを導入した森岩雄常務からの君はプロデューサー向きだとの勧めで、1944年4月には「企画担当」の辞令を受け、1944年3月公開の山本嘉次郎監督『加藤隼戦闘隊』のチーフ助監督を最後に演出部を離れた。初プロデュース作品は同年の佐伯清監督の『天晴れ一心太助』。続けて成瀬巳喜男監督の『勝利の日まで』を製作。
翌1945年には黒澤明監督で時代劇『雑兵物語』を企画したが、4月に召集令状を受けて入隊、同年8月には終戦により復職した。その間に『雑兵物語』は『虎の尾を踏む男達』として完成していた。
1946年2月、「協同製作者」に就任、今井正監督の『民衆の敵』、山本嘉次郎、黒澤明、関川秀雄の3人が監督した『明日を創る人々』の製作に名を連ねている。同年、東宝争議が起きており、11月には大河内伝次郎、長谷川一夫らが労働組合を脱退、1947年（昭和22年）3月には、新東宝設立という事態になっており、東宝撮影所では製作が不可能になりつつあった。同年7月1日には、黒澤明単独監督作での初のタッグである『素晴らしき日曜日』が公開される。争議の動きを受け、本木製作、黒澤明監督の『酔いどれ天使』が公開された1948年（昭和23年）4月には、東宝を依願退職した。山本嘉次郎、成瀬巳喜男、黒澤明、谷口千吉らの「映画芸術協会」の設立に参加する。この「映画芸術協会」の幹事長たる本木は黒澤明の『野良犬』『醜聞』『羅生門』を手がける。
1951年、『白痴』の撮影中に労働争議が終わった東宝に専属プロデューサーとして復帰し、この頃に女優の浜田百合子と再婚。東京都世田谷区弦巻に豪邸を建て、運転手付きで車に乗った。東宝では、1952年（昭和27年）10月9日には本木製作、黒澤監督の『生きる』、同年12月4日には本木製作、マキノ監督の『次郎長三国志 第一部 次郎長売出す』が公開された。他にも黒澤の『七人の侍』『生きものの記録』などをプロデュースしたが、1957年1月15日に公開の『蜘蛛巣城』を最後に訣別、この作品が黒澤との最後の仕事になった。

### 東宝からの契約解除
黒澤とのコンビで製作した『羅生門』でヴェネツィア国際映画祭のグランプリを受賞、『七人の侍』ではヴェネツィア国際映画祭の銀獅子賞を受賞して、藤本真澄と田中友幸とともに東宝の三大プロデューサーと称され、その筆頭格だった。
しかし豪邸で派手な生活をした上に、1953年のスターリン暴落で株式投資に失敗し、その穴埋めに予算を私的流用したことが発覚。さらに原作料や成瀬巳喜男や菊島隆三らスタッフへの未払いも起こしていた。多額の使途不明金に加えて、領収書の文書偽造もあったため、警察沙汰になりかけたが、不透明な会計は予算超過を繰り返す黒澤作品の予算の穴埋めも一因だったという。事の次第を聞いて呆れ果てた黒澤は「ああ金にだらしがないんでは仕様がねえよ」と語り、本木をかばうことは出来なかった。
1957年、東宝とのプロデューサー契約が解除。浜田とも離婚し、豪邸も手放した。『釈迦を求めて』『レイテ沖海戦』を企画したが、採用する会社はなかった。
流用事件のほとぼりが冷めた頃、東宝資本の製作会社「宝塚映画」（現・宝塚映像）の社長職を打診されたが、本木はこれを拒んでいる。その理由は明かされていない。
その後は、PR映画、教育映画、テレビ番組の下請けなどとともに、ストリップショーを撮影した短編のショー映画を手掛けていたが、岩波映画プロデューサーの大井由次からの助言でピンク映画に乗り出すこととなる。

### 黎明期のピンク映画へ
1962年11月、国新映画なる映画会社が製作した成人映画『肉体自由貿易』の高木丈夫として本木は監督デビューした。
以降、高木丈夫名ではシネユニモンド、1968年（昭和43年）からは加えて「品川照二」の変名も駆使して、製作者・監督・脚本家として、200本に近いピンク映画を量産した。1971年（昭和46年）からは、ジョイパックフィルム（現在のヒューマックスシネマ）の成人映画レーベル「ミリオンフィルム」に活動の場を移し、翌1972年（昭和47年）からは「岸本恵一」を名乗る。1975年（昭和50年）からは、大東映画や大蔵映画でも監督作を生み、その際の変名を「藤本潤二」あるいは「藤本潤三」とした。ピンク映画の監督名としては「本木荘二郎」の名前は決して使わなかった。のち女流ピンク映画監督として名を馳せる浜野佐知は十代終わりの1960年代後半頃に本木に助監督として仕えていた。「すっごくスケベな人で、セクハラありありの現場」「もうおじいさんで、女の子のそばにいられるだけで幸せ、という人で、別に悪さするわけじゃないんです」「移動するときに、手をつないでくるのには往生しましたが」とし、性描写の具体的な演出指示が勉強になったと感謝、「本木さんのHの文法と、梅沢薫さん（浜野が本木の次に師事した監督）の映画の文法を合体して、今の私がある」と回想している。ただ、当時の本木は50を過ぎたばかりだったので、ピンク映画業界では高齢だったとはいえ、かなり老け込んでいた様子もうかがえる。
この間の1970年と1971年には、森岩雄の指示により、一般映画『柔の星』『おくさまは18歳 新婚教室』を製作して東宝が配給したものの、作品的にも興行的にも成功せずにこの2作品のみで終わっている。

### 死去
1977年（昭和52年）5月20日午後6時30分、東京都新宿区の居所付近の病院で診察を受け、心筋梗塞との問診を受ける。翌5月21日午前4時頃、同区内の第二淀橋荘7号室（自室）で心不全により死去する。満62歳没。
遺体を発見したのは、第二淀橋荘の女性管理人である。晩年はピンク映画も赤字で借金に追いまくられ、昔の撮影所仲間を訪ねて借金をしたりピンク映画仲間には寸借詐欺のようなことをする困窮ぶりで、ピンク映画に進出していた作家の団鬼六も制作費持ち逃げの被害に遇っていた。死亡時には健康保険証も住民票も預金もなく、終の棲家も他人名義で借りた部屋の又借りであった。遺品は、東京国立近代美術館フィルムセンターに寄贈された。
「藤本潤二」の名で撮った大蔵映画『金髪性感地帯』、「岸本恵一」の名で撮ったミリオンフィルム『好色女子大生 あげちゃいたい!』は、没後の公開となった。
生前の本人が申し込みにより遺体は献体にされ、献体を終えた後は東京の伝通院の共同墓地に埋葬された。
同年6月23日、東京・港区の「南青山ダイアモンドホール」で「本木荘二郎を偲ぶ会」が開かれたが、黒澤明は姿を現さなかった。大蔵貢、若松孝二、小川欽也、中村幻児、西原儀一、関孝二、らピンク映画時代の人脈、田中友幸、佐藤一郎、藤本眞澄、本多猪四郎、豊田四郎、志村喬、山田典吾、橋本忍、小国英雄ら東宝時代の人々の自筆による記帳に「黒澤明」の名はなかった。ピンク映画時代に本木のつきあいのあった山本晋也が本多や田中に連絡をし、黒澤にも電話したが「本木とはお別れしたから」と答えて参列しなかったという。
15年間のピンク映画生活で約200本を監督したが、ほとんどが廃棄処分されて現存する作品は少ない。2012年5月現在、本木の監督作のうち、「高木丈夫」名義の『毒のある愛撫』『女 うらの裏』『洋妾 らしゃめん』、「品川照二」名義の『セックスNo.1』、「岸本恵一」名義の『悩殺のテクニック』『発情女 乱れ斬り』『人妻悶絶』『人妻交換 熟れた悶え』『性熟期』の9作については、上映用プリントを東京国立近代美術館フィルムセンターが所蔵している。

## フィルモグラフィ

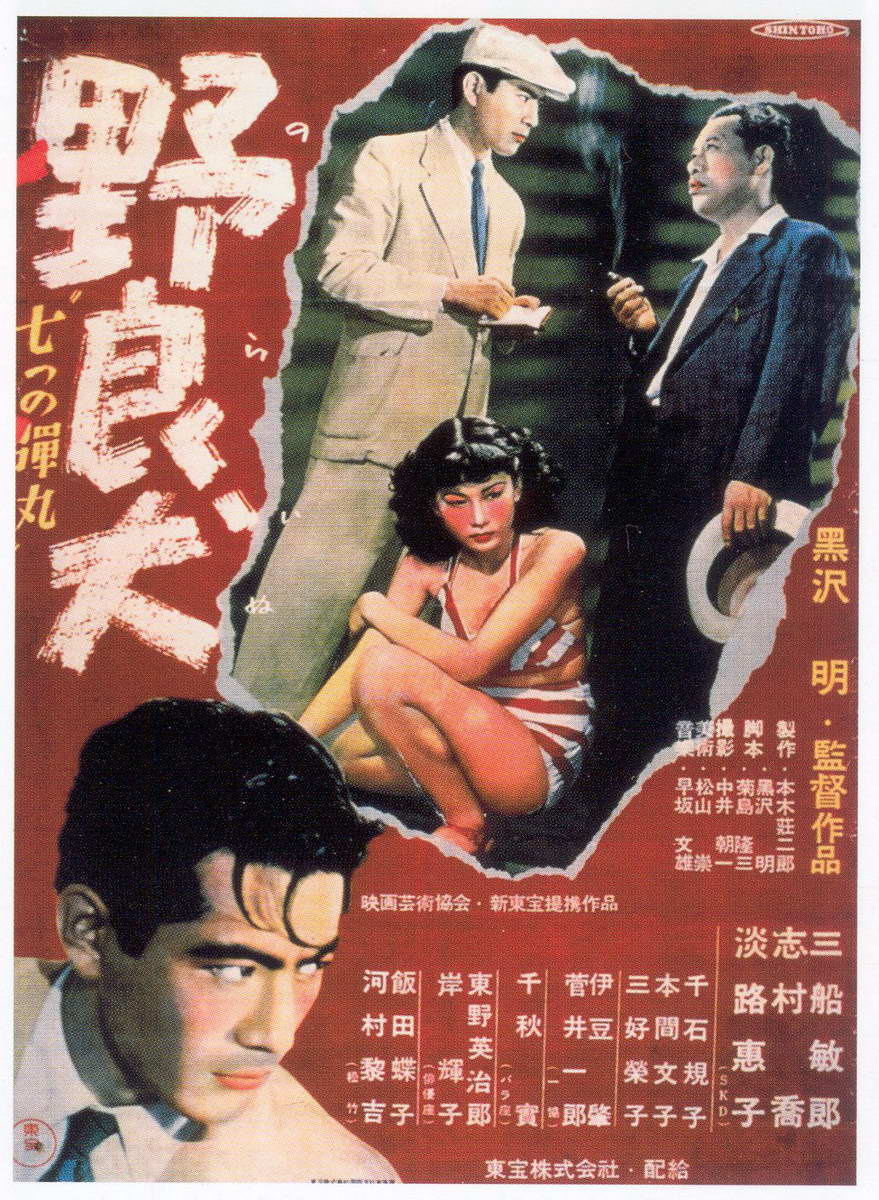
『野良犬』（黒澤明、1949年）

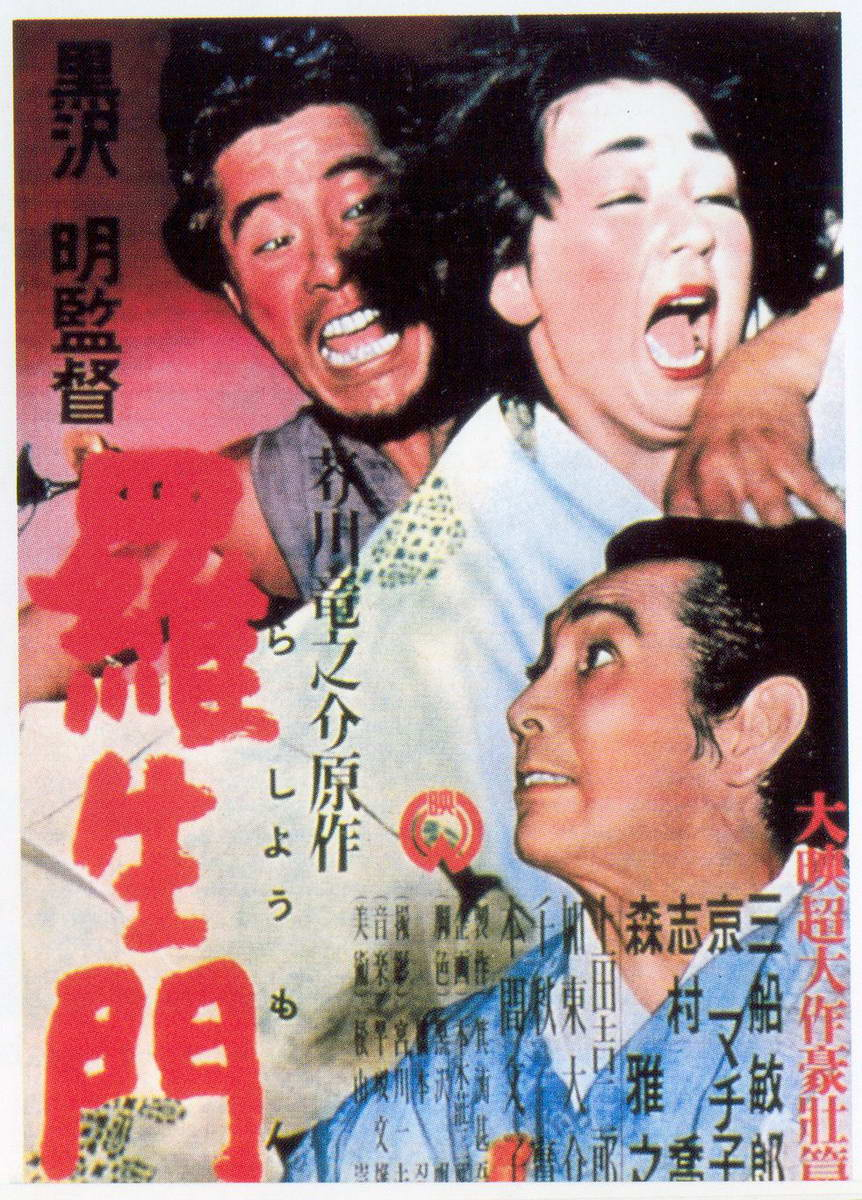
『羅生門』（黒澤明、1950年）

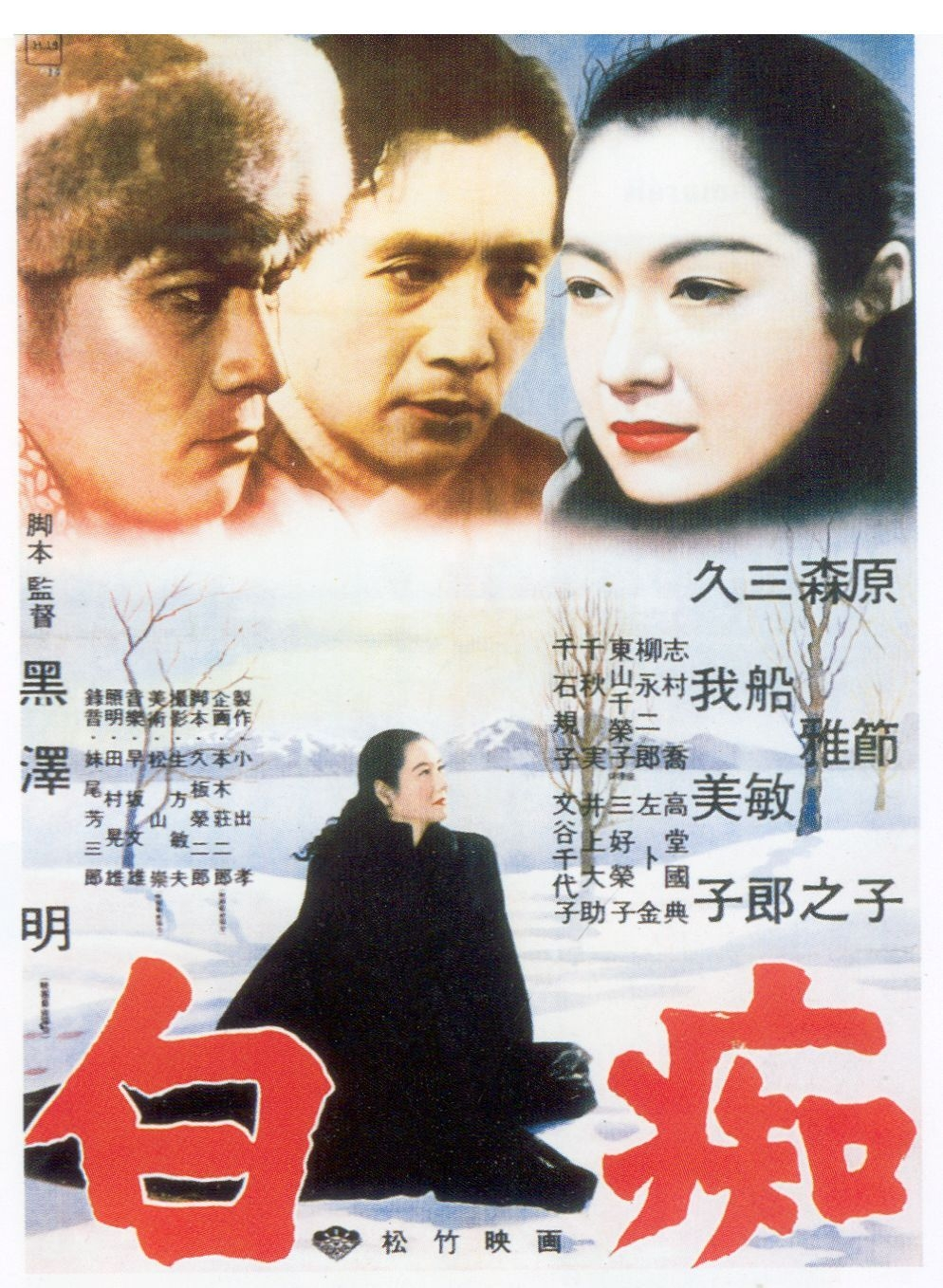
『白痴』（黒澤明、1951年）

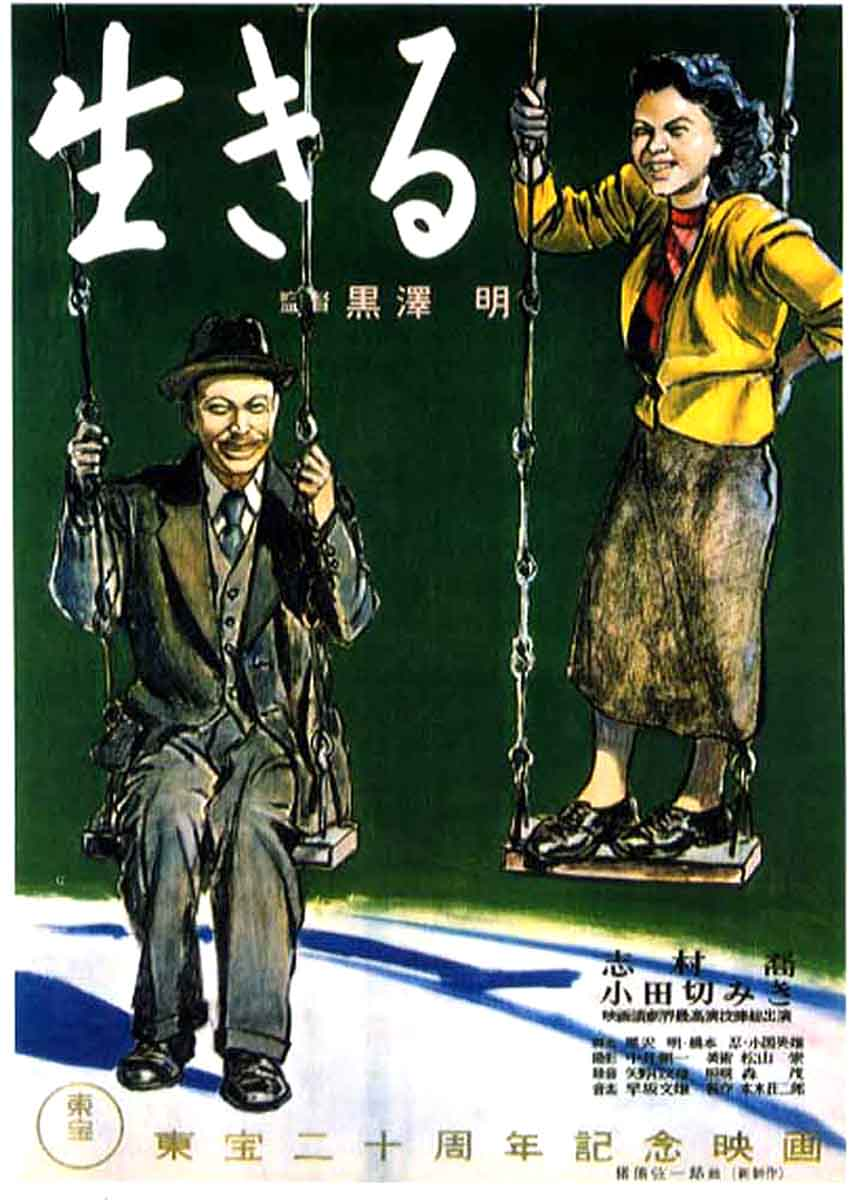
『生きる』（黒澤明、1952年）

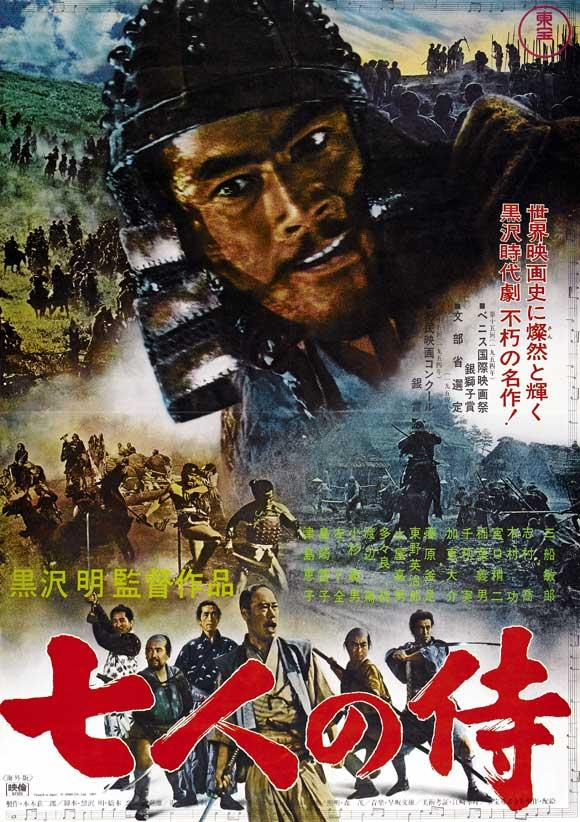
『七人の侍』（黒澤明、1954年）

特筆以外はすべて「製作」である。監督作のほとんどが筆名である。
1940年代
- 『支那の夜 前篇』 : 監督伏水修、東宝映画東京撮影所/中華電影公司、1940年6月5日公開 - 製作主任
- 『支那の夜 後篇』 : 監督伏水修、東宝映画東京撮影所/中華電影公司、1940年6月15日公開 - 製作主任
- 『孫悟空 前篇』 : 監督山本嘉次郎、東宝映画東京撮影所、1940年11月6日公開 - 製作主任
- 『孫悟空 後篇』 : 監督山本嘉次郎、東宝映画東京撮影所、1940年11月6日公開 - 製作主任
- 『男の花道』 : 監督マキノ正博、東宝映画、1941年12月30日公開 - 製作主任
- 『婦系図』 : 監督マキノ正博、東宝映画、1942年6月11日公開 - 演出助手
- 『続婦系図』 : 監督マキノ正博、東宝映画、1942年7月16日公開 - 演出助手
- 『阿片戦争』 : 監督マキノ正博、東宝映画、1943年1月14日公開 - 演出補助
- 『ハナ子さん』 : 監督マキノ正博、東宝映画、1943年2月25日公開 - 演出助手

- 『天晴れ一心太助』 : 監督佐伯清、脚本黒澤明、東宝、1945年1月11日公開
- 『勝利の日まで』 : 監督成瀬巳喜男、東宝、1945年1月25日公開
- 『東京五人男』 : 監督斎藤寅次郎、東宝、1945年12月27日公開
- 『民衆の敵』 : 監督今井正、東宝、1946年4月25日公開
- 『明日を創る人々』 : 監督山本嘉次郎/黒澤明/関川秀雄、東宝、1946年5月2日公開
- 『麗人』 : 監督渡辺邦男、東宝、1946年5月16日公開
- 『人生とんぼ返り』 : 監督今井正、東宝、1946年6月27日公開
- 『聟入り豪華船』 : 監督斎藤寅次郎、東宝、1947年1月24日公開
- 『四つの恋の物語 第一話 初恋』 : 監督豊田四郎、脚本黒澤明、東宝、1947年3月11日公開
- 『四つの恋の物語 第二話 別れも愉し』 : 監督成瀬巳喜男、東宝、1947年3月11日公開
- 『四つの恋の物語 第三話 恋はやさし』 : 監督山本嘉次郎、東宝、1947年3月11日公開
- 『四つの恋の物語 第四話 恋のサーカス』 : 監督衣笠貞之助、東宝、1947年3月11日公開
- 『今ひとたびの』 : 監督五所平之助、東宝、1947年4月8日公開
- 『音楽五人男』 : 監督小田基義、東宝、1947年6月3日公開
- 『素晴らしき日曜日』 : 監督黒澤明、東宝、1947年7月1日公開 - 黒澤との初タッグ
- 『おスミの持参金』 : 監督滝沢英輔、東宝、1947年9月2日公開
- 『新馬鹿時代 前篇』 : 監督山本嘉次郎、東宝、1947年10月12日公開
- 『新馬鹿時代 後篇』 : 監督山本嘉次郎、東宝、1947年10月26日公開
- 『春のめざめ』 : 監督成瀬巳喜男、東宝、1947年11月2日公開
- 『タヌキ紳士登場』 : 監督小田基義、吉本興業、1948年3月2日公開
- 『酔いどれ天使』 : 監督黒澤明、東宝、1948年4月27日公開
- 『風の子』 : 監督山本嘉次郎、映画芸術協会/太泉プロダクション、1949年2月22日公開
- 『静かなる決闘』 : 監督黒澤明、大映東京撮影所、1949年3月13日公開 - 企画
- 『不良少女』 : 監督成瀬巳喜男、東横映画、1949年3月22日公開 - 企画
- 『魔の口紅』 : 監督佐々木康、映画芸術協会、配給松竹、1949年4月4日公開 - 企画
- 『野良犬』 : 監督黒澤明、映画芸術協会/新東宝、配給東宝、1949年10月17日公開

1950年代
- 『魔の黄金』 : 監督谷口千吉、大映東京撮影所、1950年2月19日公開 - 企画
- 『脱獄』 : 監督山本嘉次郎、太泉映画/映画芸術協会、配給東京映画配給、1950年3月5日公開
- 『醜聞』 : 監督黒澤明、松竹大船撮影所、1950年4月26日公開 - 企画
- 『羅生門』 : 監督黒澤明、大映京都撮影所、1950年8月26日公開 - 企画
- 『真珠夫人 処女の巻』 : 監督山本嘉次郎、大映東京撮影所、1950年10月21日公開
- 『薔薇合戦』 : 監督成瀬巳喜男、松竹京都撮影所/映画芸術協会、1950年10月28日公開 - 企画
- 『真珠婦人 人妻の巻』 : 監督山本嘉次郎、大映東京撮影所、1950年11月11日公開
- 『悲歌』 : 企画星野和平、監督山本嘉次郎、映画芸術協会/東宝、1951年2月22日公開
- 『白痴』 : 監督黒澤明、松竹大船撮影所、1951年5月23日公開 - 企画
- 『メスを持つ処女』 : 監督小田基義、東宝、1951年6月8日公開
- 『海賊船』 : 監督稲垣浩、東宝、1951年7月13日公開
- 『青い真珠』 : 監督本多猪四郎、東宝、1951年8月3日公開
- 『女ごころ誰が知る』 : 監督山本嘉次郎、東宝、1951年12月21日公開
- 『荒木又右衛門 決闘鍵屋の辻』 : 監督森一生、脚本黒澤明、東宝、1952年1月3日公開
- 『風ふたゝび』 : 監督豊田四郎、東宝、1952年2月14日公開
- 『浮雲日記』 : 監督マキノ雅弘、滝村プロダクション、配給東宝、1952年4月17日公開
- 『喧嘩安兵衛』 : 監督滝沢英輔、東宝、1952年7月30日公開
- 『生きる』 : 監督黒澤明、東宝、1952年10月9日公開
- 『次郎長三国志 第一部 次郎長売出す』 : 監督マキノ雅弘、東宝、1952年12月4日公開
- 『七色の街』 : 監督山本嘉次郎、東宝、1952年12月13日公開
- 『次郎長三国志 第二部 次郎長初旅』 : 監督マキノ雅弘、東宝、1953年1月9日公開
- 『午前零時』 : 監督渡辺邦男、東宝、1953年2月12日公開
- 『夜の終り』 : 監督谷口千吉、東宝、1953年4月8日公開
- 『次郎長三国志 第三部 次郎長と石松』 : 監督マキノ雅弘、東宝、1953年6月3日公開
- 『次郎長三国志 第四部 勢揃い清水港』 : 監督マキノ雅弘、東宝、1953年6月23日公開
- 『太平洋の鷲』 : 監督本多猪四郎、東宝、1953年10月21日公開
- 『次郎長三国志 第五部 殴込み甲州路』 : 監督マキノ雅弘、東宝、1953年11月3日公開
- 『次郎長三国志 第六部 旅がらす次郎長一家』 : 監督マキノ雅弘、東宝、1953年12月15日公開
- 『次郎長三国志 第七部 初祝い清水港』 : 監督マキノ雅弘、東宝、1954年1月3日公開
- 『御ひいき六花撰 素ッ飛び男』 : 監督マキノ雅弘、東宝、1954年4月21日公開
- 『七人の侍』 : 監督黒澤明、東宝、1954年4月26日公開
- 『次郎長三国志 第八部 海道一の暴れん坊』 : 監督マキノ雅弘、東宝、1954年6月8日公開
- 『水着の花嫁』 : 監督杉江敏男、東宝、1954年7月7日公開
- 『次郎長三国志 第九部 荒神山』 : 監督マキノ雅弘、東宝、1954年7月14日公開
- 『密輸船』 : 監督杉江敏男、東宝、1954年11月30日公開
- 『男性No.1』 : 監督山本嘉次郎、東宝、1955年1月3日公開
- 『制服の乙女たち』 : 監督青柳信雄、東宝、1955年5月25日公開
- 『初恋三人息子』 : 監督青柳信雄、東宝、1955年7月26日公開
- 『帰って来た若旦那』 : 監督青柳信雄、東宝、1955年11月1日公開
- 『生きものの記録』 : 監督黒澤明、東宝、1955年11月22日公開 - 黒澤との最終タッグ
- 『逃げてきた花嫁』 : 監督青柳信雄、東宝、1956年2月12日公開
- 『暗黒街』 : 監督山本嘉次郎、東宝、1956年2月26日公開
- 『与太者と若旦那』 : 監督青柳信雄、東宝、1956年6月28日公開
- 『カックン超特急』 : 製作・監督近江俊郎、脚本金田光夫/松井稔、新東宝、1959年1月15日公開 - 原作

1960年代
- 『肉体自由貿易』 : 国新映画、1962年11月公開 - 監督
- 『女が泣く夜』 : Gプロ、1963年1月公開 - 監督（高木丈夫）
- 『不貞母娘』 : Gプロ、1963年1月公開 - 監督（高木丈夫）
- 『女のはらわた』 : 巾プロ、配給日本シネマフィルム映画、1963年6月18日公開 - 監督
- 『仮面の情事』 : 主演小畑通子、Gプロ、1963年8月28日公開 - 監督・脚本（高木丈夫）
- 『毒のある愛撫』 : 主演筑波久子、Gプロファースト・フィルム、1963年12月3日公開 - 監督・脚本（高木丈夫）[26]
- 『女 うらの裏』 : Gプロファースト・フィルム、1964年3月公開 - 監督（高木丈夫）[26]
- 『妾の体に悪魔がいる』 : 新東宝映画/シネユニモンド、1964年7月8日公開 - 監督・脚本（高木丈夫）
- 『魅力ある悪女』 : シネユニモンド、1964年8月3日公開 - 監督・脚本（高木丈夫）
- 『洋妾 らしゃめん』 : シネユニモンド、1964年10月14日公開 - 監督・脚本（高木丈夫）[26]
- 『三匹の十七才』 : 監督川合茂貴、製作シネユニモンド、1964年12月29日公開 - 脚本（高木丈夫）
- 『女の悶え』 : シネユニモンド、1965年1月公開 - 監督（高木丈夫）
- 『夫婦生活』 : シネユニモンド、1965年2月公開 - 監督（高木丈夫）
- 『色好み三度笠』 : シネユニモンド、1965年6月公開 - 監督（高木丈夫）
- 『女の性』 : シネユニモンド、1965年10月公開 - 監督（高木丈夫）
- 『愛欲の十三階段』 : シネユニモンド、1965年11月公開 - 製作・監督（高木丈夫）
- 『裸の復讐』 : 企画山辺信雄、共同監督松原次郎、ヤマベ・プロ、1966年1月公開 - 製作・監督（高木丈夫）
- 『女・三百六十五夜』 : 共同監督松原次郎、シネユニモンド、1966年2月公開 - 製作・監督（高木丈夫）
- 『魔性の人妻』 : ヤマベ・プロ、1966年3月公開 - 監督（高木丈夫）
- 『肉の鎖』 : シネユニモンド、1966年4月公開 - 監督（高木丈夫）
- 『色ざんまい』 : 日現プロ、1966年4月公開 - 監督（高木丈夫）
- 『女の奥』 : ヤマベ・プロ、1966年6月公開 - 監督（高木丈夫）
- 『花と蛇より 骨まで縛れ』 : ヤマベ・プロ、1966年6月公開 - 監督（高木丈夫）
- 『汚辱の女』 : 企画・製作山辺信雄、共同監督岸信太郎、ヤマベ・プロ、配給大蔵映画、1966年6月公開 - 監督（高木丈夫）
- 『蛇淫の肌』 : ヤマベ・プロ、1966年8月公開 - 監督（高木丈夫）
- 『色なさけ』 : 明光セレクト、1966年8月公開 - 監督（高木丈夫）
- 『真夜中の花園』 : シネユニモンド、1967年2月6日公開 - 製作・監督（高木丈夫）
- 『ひめごと』 : シネユニモンド、配給関東ムービー、1967年6月24日公開 - 監督（高木丈夫）
- 『処女のためいき』 : 寿プロ、配給旭映、1967年8月公開 - 監督（高木丈夫）
- 『夜の百態』 : シネユニモンド、1967年公開 - 監督（高木丈夫）
- 『学生娼婦』 : シネユニモンド、1968年5月公開 - 監督（品川照二）
- 『口説 あの手この手』 : ユニフィルム、1968年7月公開 - 監督（品川照二）
- 『女と男の味くらべ』 : ユニフィルム、1968年8月公開 - 製作・監督（高木丈夫）
- 『セックスドライブ』 : シネユニモンド、1968年10月公開 - 製作（高木丈夫）・監督（品川照二）
- 『妖しい性の女』 : ユニフィルム、1968年公開 - 監督（高木丈夫）
- 『半処女学生』 : ユニフィルム、1968年公開 - 監督（高木丈夫）
- 『うぶ殺し』 : ユニフィルム、1968年公開 - 監督（品川照二）
- 『女子学生 処女遊び』 : ユニフィルム、1968年公開 - 監督（品川照二）
- 『女子学生秘話 むしられた若草』 : ユニフィルム、1969年1月公開 - 監督（品川照二）
- 『穴に賭ける』 : Gプロ、配給関東ムービー、1969年8月公開 - 監督（品川照二）
- 『女の七つ道具』 : Gプロ、1969年11月公開 - 監督（品川照二）
- 『若妻 婚外行動』 : Gプロ、1969年公開 - 監督（高木丈夫）
- 『人妻売春の罠』 : Gプロ、1969年公開 - 監督（高木丈夫）
- 『女の(秘)地帯』 : Gプロ、1969年公開 - 監督（品川照二）
- 『狂い責め』 : Gプロ、1969年公開 - 監督（品川照二）
- 『濡れた尼僧』 : Gプロ、1969年公開 - 監督（品川照二）
- 『十七歳の娼婦』 : ユニフィルム、1969年公開 - 監督（高木丈夫）
- 『性の配分』 : ユニフィルム、1969年公開 - 監督（高木丈夫）
- 『女極道狂い咲き』 : ユニフィルム、1969年公開 - 監督（品川照二）

1970年代
- 『柔の星』 : 監督山田達雄、国際プロデュース、配給東宝、1970年12月19日公開
- 『おくさまは18歳 新婚教室』 : 監督山本邦彦、国際プロデュースセンター/ロープロモーション、配給東宝、1971年6月5日公開
- 『刺青のきんちゃく袋』 : Gプロ、1970年4月公開 - 監督（品川照二）
- 『濡れた草むら』 : 関東ムービー、1970年6月公開 - 監督（品川照二）
- 『(秘)おさわり専科』 : 関東ムービー、1971年4月公開 - 監督（品川照二）
- 『エロ事師の愛戯』 : 大蔵映画、1971年7月公開 - 監督（品川照二）
- 『セックスNo.1』 : ミリオンフィルム、1971年12月公開 - 監督（品川照二）[27]
- 『女子学生 ポルノテクニック』 : 関東ムービー、1972年4月公開 - 監督（品川照二）
- 『人妻バイトSEX』 : ミリオンフィルム、1972年8月公開 - 監督（岸本恵一）
- 『女くらべSEX契約』 : ミリオンフィルム、1973年1月公開 - 監督（岸本恵一）
- 『悩殺のテクニック』 : コーホーフィルム、配給ミリオンフィルム、1973年3月公開 - 監督（岸本恵一）[28]
- 『発情女 乱れ斬り』 : コーホーフィルム、配給ミリオンフィルム、1973年4月公開 - 監督（岸本恵一）[28]
- 『人妻悶絶』 : コーホーフィルム、配給ミリオンフィルム、1973年5月公開 - 監督（岸本恵一）[28]
- 『快感はセックスから』 : ミリオンフィルム、1973年6月公開 - 監督（岸本恵一）
- 『女子大生 SEX講座』 : ミリオンフィルム、1973年7月公開 - 監督（岸本恵一）
- 『やわ肌売ります』 : ミリオンフィルム、1973年8月公開 - 監督（岸本恵一）
- 『人妻交換 熟れた悶え』 : ミリオンフィルム、1973年公開 - 監督（岸本恵一）[28]
- 『性熟期』 : コーホーフィルム、配給ミリオンフィルム、1973年公開 - 監督（岸本恵一）[28]
- 『エロ事師 いろは四十八手』 : ミリオンフィルム、1974年1月公開 - 監督（岸本恵一）
- 『女ざかり 奥の間交情記』 : ミリオンフィルム、1974年2月公開 - 監督（岸本恵一）
- 『秘密クラブ 肉体市場』 : ミリオンフィルム、1974年2月公開 - 監督（岸本恵一）
- 『さかさくらげ もみもみ商売』 : ミリオンフィルム、1974年4月公開 - 監督（岸本恵一）
- 『悶絶トルコ娘』 : ミリオンフィルム、1974年7月公開 - 監督（岸本恵一）
- 『ポルノ姉妹 一発勝負』 : ミリオンフィルム、1974年8月公開 - 監督（岸本恵一）
- 『のぞき天国』 : ミリオンフィルム、1974年9月公開 - 監督（岸本恵一）
- 『昇天色情モーテル』 : ミリオンフィルム、1974年10月公開 - 監督（岸本恵一）
- 『絶倫ピンク遊び』 : ミリオンフィルム、1974年12月公開 - 監督（岸本恵一）
- 『売春の穴場』 : ミリオンフィルム、1974年公開 - 監督（岸本恵一）
- 『女泣かせ(秘)作戦』 : ミリオンフィルム、1975年1月公開 - 監督（岸本恵一）
- 『女エロ事師 情事大百科』 : ミリオンフィルムズ、1975年2月公開 - 監督（岸本恵一）
- 『団地夫人 秘密売春』 : ミリオンフィルム、1975年3月公開 - 監督（岸本恵一）
- 『女子大生 エロ研専科』 : ミリオンフィルム、1975年4月公開 - 監督（岸本恵一）
- 『女が腰をゆするとき』 : ミリオンフィルム、1975年5月公開 - 監督（岸本恵一）
- 『女VS男 快感の高まり』 : ミリオンフィルム、1975年6月公開 - 監督（岸本恵一）
- 『売春組織 穴場売ります』 : ミリオンフィルム、1975年7月公開 - 監督（岸本恵一）
- 『スケバンマリア』 : ミリオンフィルム、1975年8月公開 - 監督（岸本恵一）
- 『強烈女の慾情』 : 大東映画、1975年10月17日公開 - 監督（藤本潤二）
- 『痴漢夫婦』 : ミリオンフィルム、1975年10月公開 - 監督（岸本恵一）
- 『若妻花弁のうずき』 : 大東映画、1975年11月19日公開 - 監督（藤本潤二）
- 『名器くらべ』 : ミリオンフィルム、1975年11月公開 - 監督（岸本恵一）
- 『女高生トリオ(秘)生体実験』 : ミリオンフィルム、1976年1月6日公開 - 監督（岸本恵一）
- 『夫婦生慾の乱れ』 : 大蔵映画、1976年1月10日公開 - 監督（藤本潤二）
- 『特出し姉妹花車』 : ミリオンフィルム、1976年2月10日公開 - 監督（岸本恵一）
- 『性熟女の性戯』 : 大蔵映画、1976年2月14日公開 - 監督（藤本潤三）
- 『おんなの性日記』 : 大蔵映画、1976年3月26日公開 - 監督（藤本潤二）
- 『濡れた性の出発』 : ミリオンフィルム、1976年3月30日公開 - 監督（岸本恵一）
- 『マッサージ色情魔』 : 大蔵映画、1976年5月18日公開 - 監督（藤本潤二）
- 『乱欲セックス女子社員』 : ミリオンフィルム、1976年5月25日公開 - 監督（岸本恵一）
- 『(秘)個人トルコ 抱かれ上手』 : 大蔵映画、1976年6月19日公開 - 監督（藤本潤二）
- 『女子大生 性姦集団』 : ミリオンフィルム、1976年8月10日公開 - 監督（岸本恵一）
- 『若妻セックス乱行』 : 大蔵映画、1976年8月21日公開 - 監督（藤本潤二）
- 『欲求夫人』 : ミリオンフィルム、1976年10月5日公開 - 監督（岸本恵一）
- 『壮絶キックボクシング 性愛の決闘』 : 大蔵映画、1976年10月12日公開 - 監督（藤本潤二）
- 『痴漢電話魔』 : 大蔵映画、1976年11月23日公開 - 監督（藤本潤二）
- 『配膳クラブ情報 売春待合室』 : ミリオンフィルム、1976年11月30日公開 - 監督（岸本恵一）
- 『不倫一族』 : コーホーフィルム、配給ミリオンフィルム、1977年1月公開 - 監督（岸本恵一）
- 『女子社員 強烈な性戯』 : 大蔵映画、1977年2月1日公開 - 監督（藤本潤二）
- 『花の盛りの女子大生 性ハンター競べ』 : 大蔵映画、1977年3月26日公開 - 監督（藤本潤二）
- 『好色夫人の淫慾』 : 大蔵映画、1977年4月5日公開 - 監督（藤本潤二）
- 『金髪性感地帯』 : 大蔵映画、1977年5月26日公開 - 監督（藤本潤二）
- 『好色女子大生 あげちゃいたい!』 : ミリオンフィルム、1977年6月公開 - 監督（岸本恵一）、遺作